# Aleksandra Perišić
Aleksandra Perišić (serbisch-kyrillisch Александра Перишић; * 2. Juli 2002 in Belgrad) ist eine serbische Taekwondoin. Sie startet in den Gewichtsklasse bis 67 Kilogramm.

## Erfolge
Aleksandra Perišić wurde 2017 Dritte bei den Junioren-Europameisterschaften. Zwei Jahre darauf gab sie ihr internationales Debüt bei den Erwachsenen, fiel dann aber aufgrund eines Risses des vorderen Kreuzbandes im rechten Knie eine Zeit lang aus. Bereits 2020 kehrte sie wieder auf die internationale Wettkampfbühne zurück und sicherte sich bei den Sofia Open ihren ersten Turniersieg bei den Erwachsenen. Ihre erste Medaille bei einem Großereignis gewann sie im Mai 2022 bei den Europameisterschaften in Manchester. Als Drittplatzierte erhielt sie die Bronzemedaille. Bei den Mittelmeerspielen in Oran im Juli 2022 schied sie bereits nach ihrem ersten Kampf aus. Im November 2022 wurde sie in Guadalajara hingegen nach einer Finalniederlage gegen Leslie Soltero aus Mexiko Vizeweltmeisterin. Bei den Europaspielen 2023 in Krakau gelang ihr der Gewinn der Goldmedaille, nachdem sie sich im Finalkampf gegen Cecilia Castro aus Spanien durchgesetzt hatte. In ihrer Heimatstadt Belgrad folgte 2024 bei den Europameisterschaften erneut der Gewinn der Bronzemedaille.
Aufgrund ihrer Platzierung in der olympischen Rangliste war Perišić bei den Olympischen Spielen 2024 in Paris startberechtigt. Sie erreichte in ihrer Konkurrenz nach einem 2:1-Auftakterfolg gegen die Usbekin Ozoda Sobirjonova das Viertelfinale und besiegte dort Sasikarn Tongchan aus Thailand mit 2:0. Im Halbfinale folgte gegen die Chinesin Song Jie ein weiterer 2:0-Sieg, woraufhin Perišić ins Finale einzog und dort auf Viviana Márton aus Ungarn traf. Mit 0:2 unterlag sie Márton klar und erhielt als Zweite die Silbermedaille.